# Serbia i Czarnogóra na Letnich Igrzyskach Olimpijskich 2004
Serbię i Czarnogórę na Letnich Igrzyskach Olimpijskich 2004 w Atenach reprezentowało 87 zawodników w tym 7 kobiet. Najstarszym zawodnikiem był Dragan Perić (40 lat). Najmłodszym zawodnikiem była Miroslava Najdanovski (16 lat). Reprezentacja Serbii i Czarnogóry zdobyła dwa medale.

## Medale
| Medal  | Zawodnik | Dyscyplina  | Konkurencja                |
| ------ | --- | ----------- | -------------------------- |
| Srebro | Jasna Šekarić | Strzelectwo | Pistolet pneumatyczny 10 m |
| Srebro | Vladimir Vujasinović Denis Šefik Petar Trbojević Vanja Udovičić Slobodan Nikić Aleksandar Šapić Dejan Savić Viktor Jelenić Predrag Jokić Nikola Kuljača Aleksandar Ćirić Vladimir Gojković Danilo Ikodinović | Piłka wodna | Turniej mężczyzn           |

## Zawodnicy

### Judo
| Zawodnik         | Konkurencja   | Osiągnięcia                                                                        |
| ---------------- | ------------- | ---------------------------------------------------------------------------------- |
| Miloš Mijalković | waga do 66 kg | 1 Runda: Wygrana z Muratem Kalikulov 2 Runda: Pokonany przez Muratbek Kipshakbayev |

### Kajakarstwo
| Zawodnik                      | Konkurencja | osiągnięcia                                                         |
| ----------------------------- | ----------- | ------------------------------------------------------------------- |
| Ognjen Filipović Dragan Zorić | K-2 500 m   | Kwalifikacje: 1:31.985 (3. miejsce) Półfinał: 1:32.150 (4. miejsce) |
| Ognjen Filipović Dragan Zorić | K-2 1000 m  | Kwalifikacje: 3:19.299 (6. miejsce) Półfinał: 3:58.793 (8. miejsce) |

### Kolarstwo
| Zawodnik    | Konkurencja       | Osiągnięcia          |
| ----------- | ----------------- | -------------------- |
| Ivan Stević | Kolarstwo szosowe | Nie ukończył wyścigu |

### Koszykówka
| Zawodnik | Konkurencja | Osiągnięcia               |
| --- | ----------- | ------------------------- |
| Dejan Bodiroga Petar Popović Đuro Ostojić Vladimir Radmanović Igor Rakočević Vlado Šćepanović Vule Avdalović Predrag Drobnjak Nenad Krstić Miloš Vujanić Dejan Tomašević Aleksandar Pavlović |             | Kwalifikacje: 11. miejsce |

### Lekkoatletyka
| Zawodnik           | Konkurencja             | osiągnięcia                                                     |
| ------------------ | ----------------------- | --------------------------------------------------------------- |
| Predrag Filipović  | Chód na 20 km           | 1:31:35 – 39. miejsce                                           |
| Aleksandar Raković | Chód na 50 km           | 4:02:06 – 23. miejsce                                           |
| Dragan Perić       | Pchnięcie kulą          | 18.91 m – 32. miejsce                                           |
| Nenad Lončar       | 110 metrów przez płotki | 14.02 s – 46. miejsce                                           |
| Dragutin Topić     | Wskok wzwyż             | Kwalifikacje: 2.28 m (kwalifikacja) Finał: 2.29 m – 10. miejsce |
| Olivera Jevtić     | Maraton                 | 2:31:15 – 6.miejsce                                             |
| Dragana Tomašević  | Rzut dyskiem            | 54.44 m – 38. miejsce                                           |

### Piłka nożna
| Zawodnik | Konkurencja | osiągnięcia                                                                       |
| --- | ----------- | --------------------------------------------------------------------------------- |
| Aleksandar Čanović Nikola Milojević Milan Biševac Đorđe Jokić Marko Baša Branko Lazarević Marko Lomić Bojan Neziri Milan Stepanov Miloš Krasić Goran Lovre Igor Matić Dejan Milovanović Branimir Petrović Simon Vukčević Andrija Delibašić Nikola Nikezić Srđan Radonjić |             | Przegrana z Argentyną (0:6) Przegrana z Australią (1:5) Przegrana z Tunezją (2:3) |

### Piłka wodna
| Zawodnik | Konkurencja | Osiągnięcia   |
| --- | ----------- | ------------- |
| Vladimir Vujasinović Denis Šefik Petar Trbojević Vanja Udovičić Slobodan Nikić Aleksandar Šapić Dejan Savić Viktor Jelenić Predrag Jokić Nikola Kuljača Aleksandar Ćirić Vladimir Gojković Danilo Ikodinović |             | Srebrny Medal |

### Pływanie
| Zawodnik              | Konkurencja                           | osiągnięcia                                           |
| --------------------- | ------------------------------------- | ----------------------------------------------------- |
| Milorad Čavić         | 50 metrów stylem wolnym mężczyzn      | 23.05 s – 31. miejsce                                 |
| Milorad Čavić         | 100 metrów stylem wolnym mężczyzn     | 49.74 s – 19. miejsce                                 |
| Igor Erhartić         | 200 metrów stylem wolnym mężczyzn     | 1:54.21 – 48. miejsce                                 |
| Igor Erhartić         | 100 metrów style grzbietowym mężczyzn | 59.38 s – 40. miejsce                                 |
| Mladen Tepavčević     | 100 metrów stylem zmiennym mężczyzn   | 1:03.52 – 29. miejsce                                 |
| Milorad Čavić         | 100 metrów stylem motylkowym mężczyzn | Kwalifikacje: 52.44 s Półfinał: 53.12 s – 16. miejsce |
| Vladan Marković       | 200 metrów stylem motylkowym mężczyzn | 2:04.77 – 31. miejsce                                 |
| Miroslava Najdanovski | 50 metrów stylem wolnym kobiet        | 27.18 s – 43. miejsce                                 |
| Marina Kuč            | 100 metrów stylem zmiennym kobiet     | 1:11.27 – 22. miejsce                                 |
| Marina Kuč            | 200 metrów stylem zmiennym kobiet     | Kwalifikacje: 2:30.39 Półfinał: 2:31.77 – 15. miejsce |

### Siatkówka
| Zawodnik | Konkurencja | Osiągnięcia |
| --- | ----------- | --- |
| Vladan Đorđević Andrija Gerić Nikola Grbić Vladimir Grbić Ivan Ilić Milan Marković Đula Mešter Vasa Mijić Ivan Miljković Aleksandar Mitrović Milan Vasić Goran Vujević |             | Przegrana z Polską 0:3 (21 – 25, 17 – 25, 16 – 25) Wygrana z Francją 3:0 (25 – 21, 30 – 28, 25 – 22) Wygrana z Tunezją 3:0 (25 – 16, 25 – 18, 25 – 21) Wygrana z Argentyną 3:1 (21 – 25, 25 – 17, 25 – 21, 25 – 23) Wygrana z Grecją 3:2 (21 – 25, 36 – 38, 25 – 13, 23 – 25, 15 – 12) Ćwierćfinał: Przegrana z Rosją 1:3 (27 – 29, 25 – 23, 25 – 27, 26 – 28) |

### Strzelectwo
| Zawodnik          | Konkurencja                                      | Osiągnięcia                                              |
| ----------------- | ------------------------------------------------ | -------------------------------------------------------- |
| Stevan Pletikosić | Karabin małokalibrowy trzy postawy 50 m mężczyzn | 1153 punktów – 28. ogólnie                               |
| Stevan Pletikosić | Pistolet dowolny 50 m mężczyzn                   | 586 punktów – 42. ogólnie                                |
| Stevan Pletikosić | Karabin pneumatyczny 10 m mężczyzn               | 586 punktów – 39. ogólnie                                |
| Andrija Zlatić    | Pistolet dowolny 50 m mężczyzn                   | 546 punktów – 32. miejsce                                |
| Andrija Zlatić    | Karabin pneumatyczny 10 m mężczyzn               | 579 punktów – 13. ogólnie                                |
| Jasna Šekarić     | Pistolet sportowy 25 m kobiet                    | 579 punktów – 9. miejsce                                 |
| Jasna Šekarić     | Pistolet pneumatyczny 10 m                       | 387 punktów – Kwalifikacja 483.3 punktów – Srebrny Medal |

### Tenis
| Zawodnik        | Konkurencja    | Osiągnięcia                                           |
| --------------- | -------------- | ----------------------------------------------------- |
| Jelena Janković | Jedynka kobiet | Przegrana z Fabiolą Zuluaga (Kolumbia) (4 – 6, 1 – 6) |

### Tenis stołowy
| Zawodnik                              | Konkurencja     | Osiągnięcia |
| ------------------------------------- | --------------- | --- |
| Slobodon Grujić                       | Singel mężczyzn | 1 Runda: - 2 Runda: Przegrana z Song Liu (Argentyna) (7 – 11, 11 – 7, 10 – 12, 5 – 11, 4 – 11) |
| Aleksandar Karaksevic                 | Singel mężczyzn | 1 Runda: Wygrana z Khalidem Al-Harbi (Arabia Saudyjska) (11 – 9, 11 – 3, 11 – 3, 11 – 5) 2 Runda: Wygrana z Johnem Huang (Argentyna) (7 – 11, 11 – 8, 11 – 5, 9 – 11, 11 – 9, 11 – 9) 3 Runda: Przegrana z Jan-Ove Waldner (Szwecja) (11 – 13, 9 – 11, 11 – 5, 6 – 11, 12 – 10, 9 – 11) |
| Slobodon Grujić Aleksandar Karaksevic | Debel mężczyzn  | 1 Runda: - 2 Runda: - 3 Runda: Wygrana z Akira Kito i Toshio Tasaki (Japonia) Ćwierćfinał: Przegrana z Ko Lai Chak i Li Ching (Hongkong) (11 – 6, 10 – 12, 11 – 6, 13 – 11, 11 – 9) |
| Silvija Erdelji                       | Singel kobiet   | 1 Runda: Wygrana z Nesrine Ben Kahia (Tunezja) (11 – 3, 11 – 1, 11 – 3, 11 – 7) 2 Runda:Przegrana z Jing Junhong (Singapur) (3 – 11, 8 – 11, 12 – 10, 4 – 11, 11 – 4, 6 – 11) |

### Wioślarstwo
| Zawodnik                                                    | Konkurencja          | Osiągnięcia                                                                                    |
| ----------------------------------------------------------- | -------------------- | ---------------------------------------------------------------------------------------------- |
| Nikola Stojić Mladen Stegić                                 | Dwójka bez sternika  | 1 Runda: 6:58.11 – Kwalifikacja Półfinał: 6:27.50 – Kwalifikacja Finał: 6:39.74 – 5. ogólnie   |
| Veljko Urošević Nenad Babović Goran Nedeljković Miloš Tomić | Czwórka wagi lekkiej | 1 Runda: 5:56.12 – Kwalifikacja Półfinał: 6:00.07 – Kwalifikacja Finał B: 6:19.00 – 7. ogólnie |

### Zapasy
| Zawodnik       | Konkurencja          | osiągnięcia                                                                       |
| -------------- | -------------------- | --------------------------------------------------------------------------------- |
| Davor Stefanek | Styl klasyczny 60 kg | Przegrana z Sidney Guzmmánem (Peru) 1-3 Przegrana z Makoto Sasamoto (Japonia) 1-3 |